# District de Matu
Le district de Matu (malais : Daerah Matu) est un district administratif de l'État malaisien du Sarawak, qui fait partie de la Division de Mukah. La capitale du district est dans la ville de Matu.

### Liens connexes
- Districts de Malaisie